# Massacre do Carandiru
O Massacre do Carandiru foi uma chacina que ocorreu no Brasil, em 2 de outubro de 1992, quando uma intervenção da Polícia Militar do Estado de São Paulo, para conter uma rebelião na Casa de Detenção de São Paulo (Carandiru), causou a morte de 111 detentos.

## Histórico

### Massacre
A rebelião teve início com uma briga de presos no Pavilhão 9 durante uma partida de futebol dos detentos da Casa de Detenção. A intervenção da Polícia Militar, liderada pelo coronel Ubiratan Guimarães, tinha como justificativa acalmar a rebelião no local. A promotoria do julgamento do coronel Ubiratan classificou a intervenção como sendo "desastrosa e mal-preparada".
A intervenção da polícia foi autorizada pelo então secretário de Segurança Pública de São Paulo, Pedro Franco de Campos, que deixaria o governo menos de um mês depois. No entanto, ele negou ter consultado o governador Luiz Antônio Fleury Filho sobre a ação. Fleury, anos depois, afirmou que não deu a ordem, mas se estivesse em seu gabinete teria autorizado a invasão.
Michel Temer assumiu a Secretaria de Segurança no lugar de Pedro Franco de Campos. Ao tomar posse, ele anunciou como reação ao massacre que recomendaria repouso e meditação para os policiais envolvidos.

### Julgamento
Um tribunal brasileiro condenou, em abril de 2013, 23 dos policiais militares a 156 anos de prisão cada um pelo seu envolvimento na morte de 12 presos durante o massacre. A sentença foi anunciada pelo juiz José Augusto Nardy Marzagão e corresponde apenas à primeira parte do julgamento, que está dividido em quatro etapas. Outros três policiais julgados nesta primeira fase foram absolvidos a pedido do próprio Ministério Público.
Em 3 de agosto de 2013, por volta das 4 horas da manhã, o juiz Rodrigo Tellini de Aguirre Camargo leu a sentença de 625 anos de prisão a 25 réus policiais militares que foram acusados de participação no massacre, especificamente na participação direta na morte de 52 detentos instalados no terceiro pavimento do pavilhão 9.
Cinco júris condenaram 74 policiais militares envolvidos no massacre, porém, acabaram anulados por decisão da Quarta Câmara Criminal do Tribunal de Justiça de São Paulo (TJ-SP), em recurso relatado pelo desembargador Ivan Ricardo Garisio Sartori, em 2016.
Além do processo criminal, o advogado Carlos Alexandre Klomfahs, em nome dos familiares das vítimas do massacre, ingressou com uma ação pedindo ao Governo do Estado de São Paulo que reconhecesse a sua culpa pelas mortes e se desculpasse diante dos familiares via pronunciamento em rede nacional de rádio e TV.
Em junho de 2021, após recurso do Ministério Público de São Paulo, o Superior Tribunal de Justiça (STJ) restabeleceu as condenações anuladas pelo TJ-SP, determinando que o Tribunal de Justiça de São Paulo julgasse somente o recurso da defesa para rever as penas dos PMs condenados.
Em agosto de 2022, o Supremo Tribunal Federal (STF) manteve integralmente a decisão do STJ, rejeitando um recurso da defesa dos policiais. Até 2022, nenhum agente policial envolvido no massacre foi preso e nenhuma autoridade da Secretaria de Segurança Pública de SP ou do governo do São Paulo foi responsabilizada.

### Absolvição e morte do coronel Ubiratan

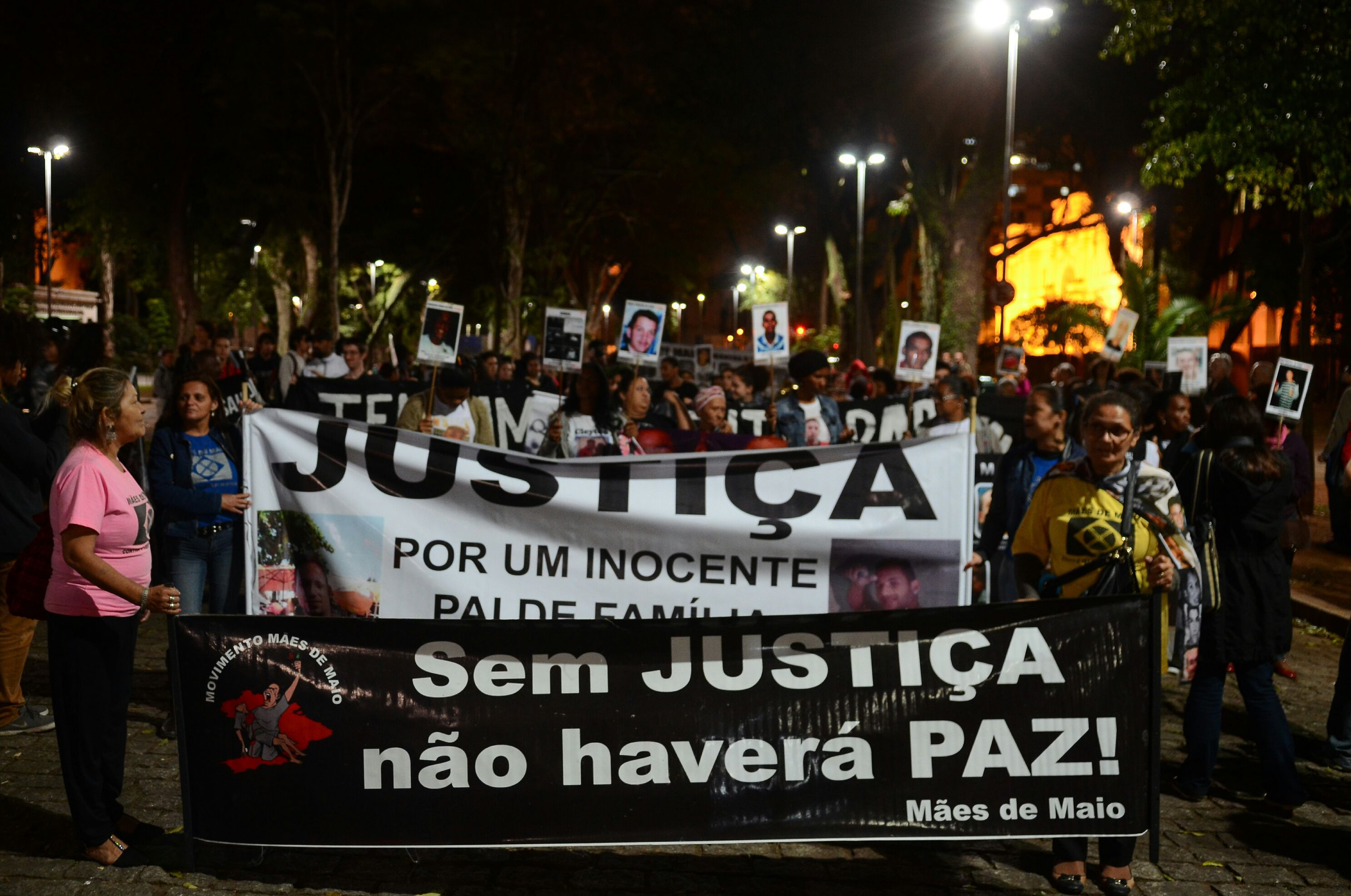
Ato de lembrança aos 111 detentos mortos no massacre.

Em junho de 2001, o coronel Ubiratan Guimarães foi inicialmente condenado a 632 anos de prisão por 102 das 111 mortes do massacre (seis anos para cada homicídio e vinte anos por cinco tentativas de homicídio). No ano seguinte, ele foi eleito deputado estadual por São Paulo após a sentença condenatória, durante o trâmite do recurso da sentença de 2001. Por este motivo, o julgamento do recurso foi realizado pelo Órgão Especial do Tribunal de Justiça, ou seja, pelos 25 desembargadores mais antigos do estado de São Paulo, em 15 de fevereiro de 2006. O Órgão reconheceu, por vinte votos a dois, que a sentença condenatória, proferida em julgamento pelo Tribunal do Júri, continha um equívoco. Essa revisão acabou absolvendo o réu. A absolvição do réu causou indignação em vários grupos de direitos humanos, que acusaram o fato de ser um "passo para trás" da justiça brasileira.
No dia 10 de setembro de 2006, o coronel Ubiratan foi assassinado com um tiro na região do abdômen. No muro do prédio onde morava foi pichada a frase "aqui se faz, aqui se paga", em referência ao massacre do Carandiru.

## Consequências

### Sequestro da filha de José Ismael Pedrosa
José Ismael Pedrosa foi o ex-diretor da Casa de Detenção de São Paulo por muitos anos, até o massacre dos 111 detentos em 1992. Ele foi responsável de ter autorizado.
Em abril de 2001, a filha de Pedrosa, de 45 anos, foi sequestrada por integrantes do Primeiro Comando da Capital. Não houve pedido de resgate, mas os sequestradores condicionaram a troca da liberdade dela pela soltura de alguns dos líderes da facção que se encontravam presos em um dos pavilhões onde aconteceu o massacre.
Ele recebia ameaças desde 2000, quando nove presos foram mortos durante uma rebelião na Casa de Custódia, o presídio era sob direção de Pedrosa e três dos detentos foram decapitados.
Pedrosa também foi diretor da Casa de Detenção na época do massacre do Carandiru, em outubro de 1992. Na ocasião, uma ação policial resultou na morte de 111 presos.

### Fundação do Primeiro Comando da Capital
O massacre causou indignação em detentos de outras penitenciárias, os quais supostamente decidiram formar o Primeiro Comando da Capital (PCC) no ano seguinte ao do evento. Uma das afirmações iniciais do grupo era a de que pretendiam "combater a opressão dentro do sistema prisional paulista" e "vingar a morte dos cento e onze presos". Entretanto, esta suposta origem do PCC, um dos principais grupos do crime organizado no Brasil, é muito questionada, não havendo provas claras de que haja qualquer ligação entre a facção criminosa e o massacre dos detentos.

## Na cultura popular

### Canções
- "Diário de um Detento" (Mano Brown, Jocenir) – Racionais MC's em Sobrevivendo No Inferno (1997)
- "Haiti" (Caetano Veloso, Gilberto Gil) – Caetano Veloso e Gilberto Gil em Tropicália 2 (1993)
- "Manifest" (Max Cavalera, Sepultura) – Sepultura em Chaos A.D. (1993)
- "A Promessa" (Humberto Gessinger e Paulo Cesarin - Engenheiros do Havaí) em Simples de Coração (1995)
- "19 Rebellions" (Andrade, Aniruddha Das, Pandit G, Steve Chandra Savale, Delbert Tailor) – Asian Dub Foundation em Enemy of the Enemy (2003)
- "Roleta Macabra" (Eduardo) - Facção Central em O Espetáculo do Circo dos Horrores (2006)
- "Aonde o Filho Chora e a Mãe Não Vê" (Eduardo) - Facção Central em O Espetáculo do Circo dos Horrores (2006)
- "O Retorno (ACDC A Prisão)" Sabotage - em Uma Luz que Nunca Irá se Apagar (2001)
- "11 Escombros - Invasores de Cérebros"
- "Homenagem Póstuma" (Eduardo) - Facção Central em O Espetáculo do Circo dos Horrores (2006)
- "Mandando Bronca" (Rhossi, Doze) - Pavilhão 9 (banda) em Cadeia Nacional (1997)

### Filmes
- Carandiru (2003), de Hector Babenco
- Prisioneiro da Grade de Ferro - autorretratos (2003), de Paulo Sacramento

### Livros
- Uma Porta para a Vida, de Celso Bueno de Godoy Junior
- Carandiru: o Caldeirão do diabo, de Celso Bueno de Godoy Junior
- Diário de um Detento, do ex-detento Jocenir
- Estação Carandiru (1999), de Dr. Dráuzio Varella
- O outro lado do muro - Ladrões, humildes, vacilões e bandidões nas prisões paulistas, 1997, de Silvio Cavalcante e Osvaldo Valente
- Pavilhão 9 - O Massacre do Carandiru, de Elói Pietá e Justino Pereira
- Vidas do Carandiru - Histórias Reais, 2003, de Humberto Rodrigues

### Televisão
- Carandiru, Outras Histórias (2006, Rede Globo)